# Kościół św. Michała Archanioła w Woskrzenicach Dużych
Kościół św. Michała Archanioła – parafialny kościół w Woskrzenicach Dużych, wzniesiony w 1902 jako cerkiew prawosławna.

## Historia
Parafia unicka w Woskrzenicach Dużych została erygowana w 1613, wtedy też w miejscowości zbudowano pierwszą cerkiew. W 1678 zastąpiono ją nową świątynią, której fundatorami było małżeństwo Jana Karola i Lukrecji Kopciów. Budynek ten istniał przez niecałe trzydzieści lat; w 1695 na jego miejscu została zbudowana kolejna cerkiew, której fundatorem był Karol Stanisław Radziwiłł. W 1855 budynek był remontowany. Na skutek likwidacji unickiej diecezji chełmskiej parafia w Woskrzenicach Dużych przeszła do Rosyjskiego Kościoła Prawosławnego. Do 1890 XVII-wieczna cerkiew została rozebrana i zastąpiona nową drewnianą budowlą, częściowo przy użyciu materiału pozostałego po rozbiórce. Konsekracja nowej świątyni prawosławnej miała miejsce w 1902.

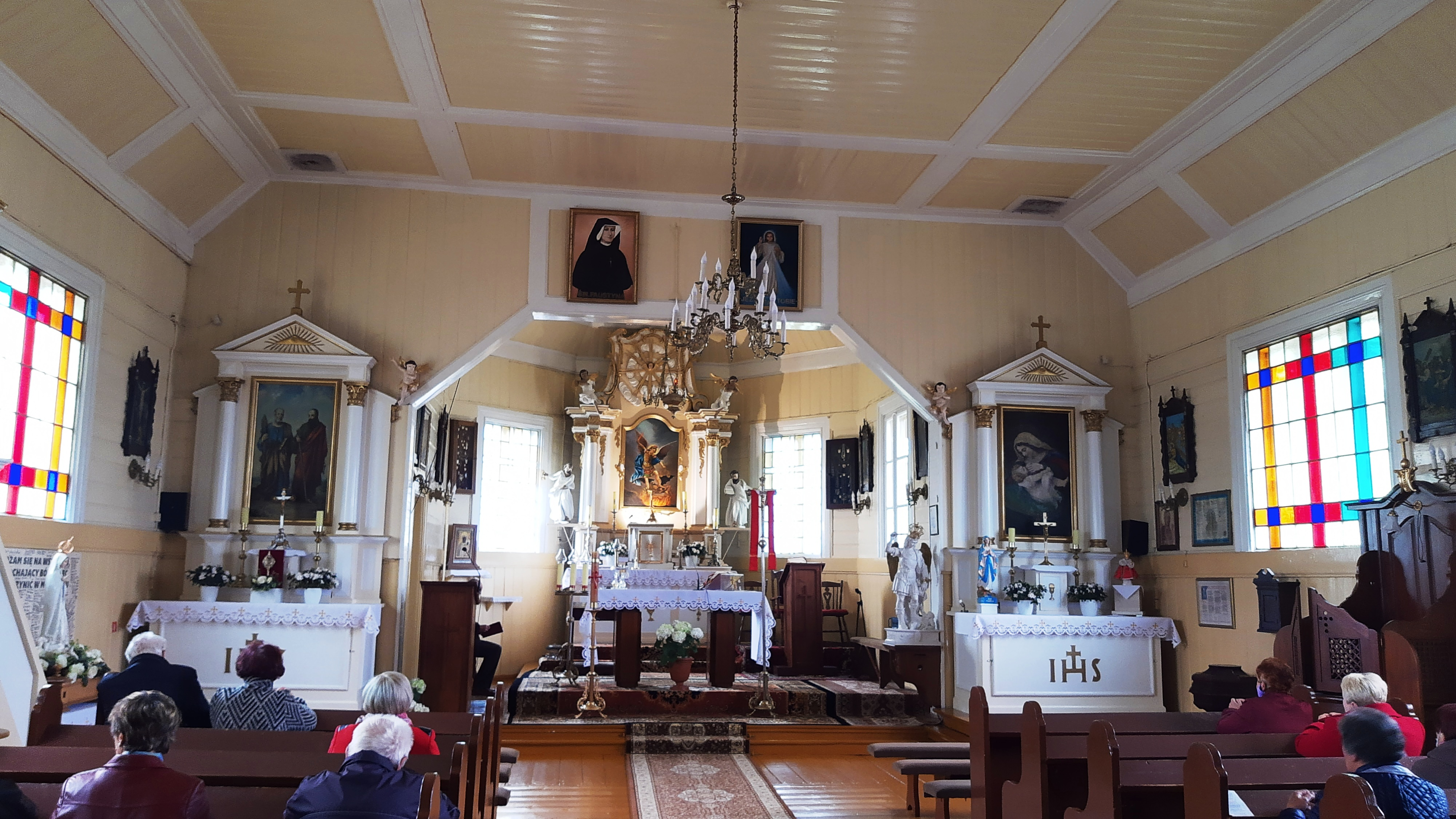
Wnętrze kościoła (dawnej cerkwi)

W 1919 budynek został zrewindykowany na rzecz Kościoła rzymskokatolickiego. Początkowo był kaplicą filialną, zaś od 1925 - parafialnym kościołem. W ciągu kolejnych czterech lat odbywał się jego gruntowny remont, w 1938 natomiast odnowiono wieżę. W latach II wojny światowej obiekt ponownie znajdował się w rękach prawosławnych. Po zakończeniu wojny świątynię na nowo przejęli katolicy, którzy remontowali kościół w latach 1948, 1978 i 1997.

## Architektura
Świątynia jest orientowana, wzniesiona w konstrukcji wieńcowej na podmurówce z polnych kamieni, szalowana zarówno z zewnątrz, jak i wewnątrz. Posiada jedną prostokątną nawę, kwadratowy przedsionek i zamknięte trójbocznie pomieszczenie ołtarzowe z zakrystią. Od zachodu w nawie znajduje się chór muzyczny. Budynek kryty jest stropem imitującym kasetony. Okna kościoła są prostokątne lub kwadratowe. Prezbiterium świątyni kryje dach pięciopołaciowy, zaś nawę - dwuspadowy. Nad kalenicą znajduje się sygnaturka. Dzwonnica kościelna jest budowlą wolno stojącą o konstrukcji słupowo-ramowej, drewnianą, krytą dwuspadowym dachem z krzyżem.
We wnętrzu kościoła znajduje się XVIII-wieczny ołtarz główny z rzeźbami Ewangelistów i obrazem patrona kościoła namalowanym po 1922. Dwa ołtarze boczne również powstały już w dwudziestoleciu międzywojennym, reprezentują styl neoklasycystyczny. Znajdują się w nich obrazy Matki Bożej wzorowany na wizerunku pędzla Correggia oraz świętych Piotra i Pawła. Po 1922 powstała eklektyczna chrzcielnica oraz ambona. Starsze, z początku XX wieku, są krzyż procesyjny oraz żyrandol, natomiast w XVIII wieku powstał zespół rokokowych lichtarzy.
W sąsiedztwie budynku znajduje się cmentarz parafialny.